# Cabrerizos
Cabrerizos è un comune spagnolo di 2 454 abitanti situato nella comunità autonoma di Castiglia e León.